# Principio del duplice effetto
Il principio del duplice effetto – noto anche come regola del duplice effetto, la dottrina del duplice effetto, spesso abbreviata come DDE o PDE, ragionamento a duplice effetto, o semplicemente duplice effetto- è un insieme di criteri etici che i filosofi cristiani, e alcuni altri, hanno sostenuto per valutare l'ammissibilità di agire quando il proprio atto altrimenti legittimo può anche causare un effetto che altrimenti si sarebbe obbligati ad evitare. Il primo esempio noto di ragionamento a doppio effetto è il trattamento dell'autodifesa omicida di Tommaso d'Aquino nella sua Summa Theologiae.
Questo insieme di criteri afferma che un'azione che ha previsto effetti nocivi praticamente inseparabili dall'effetto positivo è giustificabile se si verificano le seguenti condizioni:
- la natura dell'atto è in sé stessa buona, o almeno moralmente neutra;
- l'agente intende l'effetto buono e non intende l'effetto cattivo, né come mezzo per il bene né come fine in sé;
- il buon effetto prevale sul cattivo effetto in circostanze sufficientemente gravi da giustificare la causa del cattivo effetto e l'agente esercita la dovuta diligenza per ridurre al minimo il danno.[1]

## Danno intenzionale vis-à-vis con effetti collaterali
Il principio del duplice effetto si basa sull'idea che esiste una differenza moralmente rilevante tra una conseguenza "intenzionale" di un atto e una che è prevista dall'attore ma non è calcolata per raggiungere il proprio scopo. Quindi, ad esempio, si invoca il principio per ritenere eticamente inammissibile il bombardamento terroristico di non combattenti che ha come obiettivo la vittoria in una guerra legittima, mentre si ritiene eticamente ammissibile un atto di bombardamento strategico che danneggia i civili al pari di un obiettivo militare legittimo da distruggere. Poiché i sostenitori del doppio effetto propongono che atti con conseguenze simili possano essere moralmente diversi, il doppio effetto è più spesso criticato dai consequenzialisti che considerano le conseguenze delle azioni come interamente determinanti la moralità dell'azione.
A supporto della dicotomia tra intenzione e previsione non intenzionale, i sostenitori del doppio effetto avanzano tre argomentazioni. In primo luogo, tale intenzione è diversa dalla previsione, anche nei casi in cui si prevede un effetto come inevitabile. In secondo luogo, affermano che la distinzione si può applicare a specifici insiemi di casi riscontrati nell'etica militare (bombardamenti terroristici/bombardamenti strategici), nell'etica medica (craniotomia/isterectomia) e nell'etica sociale (eutanasia). In terzo luogo, essi asseriscono che la distinzione ha rilevanza, importanza o significato morale.
La dottrina si compone di quattro condizioni che devono essere soddisfatte prima che un atto sia moralmente ammissibile:
1. La condizione di natura dell'atto. L'azione, ad eccezione del male previsto, deve essere o moralmente buona o indifferente.
2. La condizione mezzo-fine. Il cattivo effetto non deve essere il mezzo attraverso il quale si ottiene il buon effetto. I buoni fini non giustificano i cattivi mezzi.[2]
3. La condizione della giusta intenzione. L'intenzione deve essere quella di ottenere solo l'effetto positivo, mentre l'effetto negativo è solo un effetto collaterale non intenzionale. Devono essere adottate tutte le misure ragionevoli per evitare o mitigare l'effetto negativo.
4. La condizione di proporzionalità. Ci deve essere una ragione proporzionalmente grave per consentire l'effetto negativo.

## Nella medicina
Il principio del duplice effetto è spesso citato nei casi di gravidanza e di aborto indiretto. Un medico che ritiene che l'aborto sia sempre moralmente sbagliato può comunque rimuovere l'utero o le tube di Falloppio di una donna incinta, pur sapendo che la procedura causerà la morte dell'embrione o del feto, in quei casi in cui la donna è destinata a morte certa senza quella procedura (tra gli esempi citati, vi sono il cancro uterino aggressivo e la gravidanza extrauterina). In questi casi, l'effetto voluto è quello di salvare la vita della donna, non di interrompere la gravidanza, e il non eseguire la procedura comporterebbe, quale effetto, il male maggiore della morte sia della madre sia del feto.

## Critiche
I consequenzialisti rifiutano l'idea che due atti possano differire nella loro ammissibilità morale se entrambi hanno esattamente le stesse conseguenze, o le stesse conseguenze attese. John Stuart Mill, sostenitore dell'utilitarismo nel XIX secolo (una versione del consequenzialismo), sostiene che è un errore confondere gli standard per una giusta azione con una considerazione sui nostri motivi per compiere un'azione giusta: "Chi salva un simile dall'annegamento fa ciò che è moralmente giusto, sia che il suo motivo sia il dovere, o la speranza di essere pagato per il suo disturbo; chi tradisce l'amico che si fida di lui, è colpevole di un delitto, anche se il suo scopo è quello di servire un altro amico verso il quale ha maggiori obblighi". 
Secondo Mill, l'analisi delle motivazioni mostrerà che quasi tutti i buoni comportamenti derivano da intenzioni discutibili. Pertanto, sostiene Mill, la nostra analisi morale dovrebbe ignorare le questioni di motivazione, e quindi dovremmo rifiutare il DDE, che fa appello a una distinzione tra conseguenze previste e non intenzionali. Mill afferma, inoltre, che l'esame accurato delle motivazioni rivelerà il carattere di un uomo, ma l'utilitarismo non giudica il carattere, solo la correttezza o l'erroneità delle azioni.